# Tsacasia
Tsacasia is een vliegengeslacht uit de familie van de roofvliegen (Asilidae).

## Soorten
- T. wagneri Artigas & Papavero, 1995